# Шевченківська сільська рада (Звенигородський район)
Шевче́нківська сільська́ ра́да — адміністративно-територіальна одиниця та орган місцевого самоврядування у Звенигородському районі Черкаської області. Адміністративний центр — село Шевченкове.

## Загальні відомості
- Населення ради: 3 039 осіб (станом на 2001 рік)

## Населені пункти
Сільській раді підпорядковані населені пункти:
- с. Шевченкове
- с. Демкове
- с-ще Кононове-Івасів

## Склад ради
Рада складається з 20 депутатів та голови.
- Голова ради: Смалько Сергій Анатольович
- Секретар ради: Ільченко Людмила Леонтіївна

### Керівний склад попередніх скликань
| Прізвище, ім'я, по батькові | Основні відомості                                                         | Дата обрання | Дата звільнення |
| --------------------------- | ------------------------------------------------------------------------- | ------------ | --------------- |
| Падзіна Михайло Петрович    | Сільський голова, 1956 року народження, освіта вища, член Народної партії | 26.03.2006   | 31.10.2010      |
| Падзіна Михайло Петрович    | Сільський голова, 1956 року народження, освіта вища, член Народної партії | 31.10.2010   |                 |
| Смалько Сергій Анатольович  | Сільський голова, 1966 року народження, освіта вища, безпартійний         | 2015 рік     |                 |

Примітка: таблиця складена за даними сайту Верховної Ради України

### Депутати
За результатами місцевих виборів 2010 року депутатами ради стали:

#### За суб'єктами висування
| Суб'єкт висування | Кількість обраних депутатів | %   |
| ----------------- | --------------------------- | --- |
| Самовисування     | 20                          | 100 |

#### За округами
| № округу | Прізвище, ім'я, по батькові   | Дата визнання обраним | Освіта             | Партійна приналежність | Відомості про обраного депутата             |
| -------- | ----------------------------- | --------------------- | ------------------ | ---------------------- | ------------------------------------------- |
| 1        | Бардадим Ігор Михайлович      | 04.11.2010            | вища               | позапартійний          | Шевченківський с/г коледж, викладач         |
| 2        | Морозовський Олег Едуардович  | 04.11.2010            | вища               | позапартійний          | Шевченківський НВК, оператор котельні       |
| 3        | Дядченко Віра Владиславівна   | 04.11.2010            | середня            | позапартійна           | Шевченківський с/г коледж, кастилянша       |
| 4        | Шевченко Катерина Василівна   | 04.11.2010            | середня спеціальна | позапартійна           | Звенигородське УГГ, контролер               |
| 5        | Голуб Микола Леонідович       | 04.11.2010            | вища               | позапартійний          | тимчасово не працює                         |
| 6        | Чухліб Наталія Миколаївна     | 04.11.2010            | вища               | позапартійна           | ПП Олійник М. С., приватний підприємець     |
| 7        | Кулик Олена Анатоліївна       | 04.11.2010            | середня            | позапартійна           | Шевченківська дільнична лікарня, акушерка   |
| 8        | Лапська Євдокія Миколаївна    | 04.11.2010            | вища               | позапартійна           | Шевченківська школа мистецтв, вчитель       |
| 9        | Мурза Володимир Михайлович    | 04.11.2010            | середня            | позапартійний          | Шевченківський СБК, завгосп                 |
| 10       | Павлик Володимир Петрович     | 04.11.2010            | вища               | позапартійний          | Шевченківський с/г коледж, викладач         |
| 11       | Поліщук Василь Петрови        | 04.11.2010            | середня            | позапартійний          | тимчасово не працює                         |
| 12       | Федьорко Катерина Андріївна   | 04.11.2010            | середня            | позапартійна           | тимчасово не працює                         |
| 13       | Баранько Олександр Васильович | 04.11.2010            | середня            | позапартійний          | Звенигородське УНВС, дільничний інспектор   |
| 14       | Федьорко Тетяна Іванівна      | 04.11.2010            | середня            | позапартійна           | пенсіонер                                   |
| 15       | Очеретяна Віра Олексіївна     | 04.11.2010            | середня            | позапартійна           | тимчасово не працює                         |
| 16       | Ільченко Людмила Леонтіївна   | 04.11.2010            | середня            | позапартійна           | Шевченківська сільська рада, секретар       |
| 17       | Бондур Ольга Михайлівна       | 04.11.2010            | середня            | позапартійна           | Шевченківська сільська рада, землевпорядник |
| 18       | Калаур Лариса Анастасіївна    | 13.04.2014            | середня            | позапартійна           | СТОВ агрофірма «Корсунь», директор          |
| 19       | Тупота Юрій Григорович        | 04.11.2010            | середня            | позапартійний          | тимчасово не працює                         |
| 20       | Окіпняк Павло Михайлович      | 04.11.2010            | вища               | позапартійний          | Шевченківський с/г коледж, викладач         |

## Природно-заповідний фонд
На землях сільради розташована ботанічна пам'ятка природи місцевого значення Тарасова калина.